# Симан, Мишель
Мише́ль Сима́н (фр. Michel Ciment [simɑ̃]; 26 мая 1938, I округ Парижа — 13 ноября 2023, XIV округ Парижа) — один из самых авторитетных кинокритиков Франции, первый почётный председатель FIPRESCI, главный редактор журнала о кино «Позитив», кавалер орденов «За заслуги», Почётного легиона и Искусства и литературы. Преподаватель Сорбонны. Опубликовал книгу интервью со Стэнли Кубриком и монографию о его творчестве (1980). Ввёл в оборот понятие медленного кино. Неоднократно входил в жюри престижных кинофестивалей, включая Берлинский и Каннский. Его сын Жиль Симан возглавляет центр киноискусства в Ангулеме.